# Laccobius insolitus
Laccobius insolitus är en skalbaggsart som beskrevs av Armand D'Orchymont 1942. Laccobius insolitus ingår i släktet Laccobius och familjen palpbaggar. Inga underarter finns listade i Catalogue of Life.